# اللغة الجاليكية-البرتغالية
اللغة الجاليكية-البرتغالية أو اللغة الغاليقية-البرتغالية، والتي عُرفت أيضًا باسم الغاليقية القديمة أو البرتغالية الوسيطة، كانت إحدى اللغات الرومانسية المنطوقة إبان العصور الوسطى في كل القطاع الشمالي الغربي لشبه الجزيرة الإيبيرية من بحر كانتبريا إلى نهر الدورو. نشأت اللغات الغاليقية والبرتغالية من تطور هذه اللغة القديمة، على الرغم من أن التكاملية اللغوية تُؤكد حاليًا أن كلا اللغتين يتمتعان بنظام لغوي مشترك، بالرغم من اختلافاتهما الإقليمية. في البرتغال، يُطلق على الجاليكوبرتغالي أيضًا اسم البرتغالي الوسيط، بينما في جاليثيا تُعرف باسم الغاليقية القديمة.